# Oenothera flava
Oenothera flava là một loài thực vật có hoa trong họ Anh thảo chiều. Loài này được (A. Nelson) Munz mô tả khoa học đầu tiên năm 1930.